# Gemerský Jablonec
Gemerský Jablonec, dříve (do roku 1948) Almáď, (maďarsky Almágy) je obec na Slovensku, v okrese Rimavská Sobota v Banskobystrickém kraji.
Žije zde 719 obyvatel. V roce 2001 se 90 % obyvatel hlásilo k maďarské národnosti.. Území obce sousedí s Maďarskem.